# توزيع إلكتروني

تتابع الأغلفة الذرية. الغلاف الأول K ويحتوي على 2 إلكترونات ؛ والغلاف الثاني L: يمكن أن يحتوي على 8 إلكترونات ؛ والغلاف الثالث M : وتصل سعته إلى 18 إلكترون. النقطة الحمراء في الوسط هي نواة الذرة. (مع ملاحظة أن كتلة الذرة تقبع في النواة حيث تضم البروتونات والنيوترونات.)

شكل توضيحي لتوزيع الإلكترونات في أغلفة ذرة الفضة، طبقا لنموذج بور. أعداد إلكترونات كل غلاف معطاة أعلاه.

المدارات الإلكترونية
الذرية والجزيئية

التوزيع الإلكتروني هو ترتيب الإلكترونات في ذرة أو في جزيء. وبالتحديد هو مكان وجود الإلكترونات في المدارات الذرية أو الجزيئية.

#### التوزيع الإلكتروني
تصور التوزيع الإلكتروني في الذرة تم توقعه بناء على ثلاث حقائق :
1. في الفراغ الضيق للذرة أو الجزيء، فإن طاقة وخواص الإلكترون الأخرى تكون محددة بالكم، أي مقيدة لحالة كمية محددة. وهذه الحالات يمكن وصفها بالمدارات الإلكترونية. وكل حالة بصفة عامة لها طاقة مختلفة عن أي حالة أخرى.
2. الإلكترونات هي فرميونات ويطبق على حالتها داخل الذرة مبدأ إستبعاد باولي، والذي ينص على أنه لا يمكن لإثنين من الفرميونات أن يشغلا نفس الحالة الكميه، فبمجرد أن يشغل إلكترون حالة معينة، فإن الإلكترون التالي يجب أن يشغل حالة مختلفة. في الذرات تُحَدَّد حالات الكم بأربع أعداد كم.
3. الحالة الكمومية للإلكترون تكون غير مستقرة عندما يشغل حالة يشغل مستوى طاقة ليس بمستواه الأصلي، وبالتالي فإن الإلكترون بعد جزء من الثانية يقفز لمستوى الطاقة الأصلي وتنبعث منه الطاقة الزائدة في شكل فوتون، أي شعاع ضوء ذو تردد محدد (الطيف الذري).

ونتيجة لذلك، فإن أي نظام له توزيع إلكتروني واحد ثابت. وفي حالة الإتزان، فسوف يكون له دائماً هذا التوزيع (يطلق عليه الحالة الأرضية)، وإذا لم تكن الذرة أو النظام في الحالة الأرضية يكون أحد الإلكترونات في حالة مثارة تحت تأثير التسخين أو التفريغ الكهربي، فيتخد توزيع الإلكترونات توزيع آخر، وبصفة مؤقتة.
ويتم تحديد التوزيع الإلكتروني لأي نظام بعدد الإلكترونات الموجودة فيه وبالتالي تحديد مستويات الطاقة الرئيسية والفرعية والأوربيتالات، ولو أردنا استنتاج هذا التوزيع، فيجب معرفة المدارات. وقد استطاع العلماء حساب ذلك بواسطة ميكانيكا الكم التي إبتكرها العالمين الألماني هايزنبرج والنمساوي شرودنجر خلال السنوات ( 1923م - 1926م ) وطبَّقاها بنجاح على ذرة الهيدروجين، ولكن حل
معادلات ميكانيكا الكم معقد للذرات الأخرى، وأكثر تعقيداً في حالة الجزيئات.

## التوزيع الإلكتروني في الذرات
تعتمد المناقشة التالية على تواجد معرفة ببعض المواد المشروحة في مقالة المدار الذري والذرة

### تلخيص أرقام الكم
يتم وصف حالة تواجد الإلكترون في الذرة بأربعة أرقام للكم. ثلاثة منها هي خواص المدار الذري الذي يوجد فيه (يوجد شرح لاحق في هذه المقالة)، والرقم الرابع إما 1\2 أو -1\2 وهو يعبر عن الدوران المغزلي للإلكترون (أي دورانه حول نفسه).
- عدد الكم الرئيسي والذي يرمز له بالرمز n ويأخذ قيمة أي عدد صحيح أكبر من أو يساوي 1. ويمثل الطاقة الرئيسية للمدار، وبعده عن النواة.
- عدد الكم الثانوي والذي يرمز له بالرمز l ويأخذ أي قيمة عدد صحيح في المدى {\displaystyle 0\leq l\leq n-1}.. ويحدد عزم المدار الزاوي.
- عدد الكم المغناطيسي والذي يرمز له بالرمز m ويأخذ أي قيمة صحيحة في المدى {\displaystyle -l\leq m\leq l}. ويحدد هذا الرقم إزاحة الطاقة للمدار الذري تحت تأثير مجال مغناطيسي خارجي (ظاهرة زيمان).

العزم المغناطيسي الذاتي للإلكترون ينشأ عن دوران الإلكترون حول محوره (دوران مغزلي)، والذي يعبر عنه بعدد الكم المغزلي. عدد الكم المغزلي خاصية خاصة للإلكترون ولا تعتمد على الأرقام الأخرى. ويرمز لها بالرمز s وتأخذ فقط القيم +1/2 أو -1/2 (أحيانا يرجع لهما بأعلى أو أسفل، إشارة إلى اتجاه عزم الإلكترون المغناطيسي).

### الأغلفة وتحت الأغلفة «المدارات»
حالات الطاقة التي لها نفس القيم n، يقال أنها تشغل نفس الغلاف الإلكتروني. الحالات التي لها نفس قيم n وl تكون متناسبة وتأخذ في الحسبان نوع واتجاه المدارات حول النواة، ويقال أنها تقع في نفس تحت-غلاف الإلكتروني. ولو أن الحالات تتشابه أيضا في قيم m فيقال أن لها نفس المدار الذري. ونظرا لأن الإلكترون له حالتان فقط للدوران، فإن الأوربيتال الذري لا يمكن أن يحتوى على أكثر من 2 إلكترون (مبدأ الاستبعاد لباولي).
ولوهلة فإن الغلاف n=1 يمتلك تحت غلاف s فقط ويمكن له أن يأخذ 2 إلكترون، بينما الغلاف n=2 له تحت غلاف s وp ويمكن أن يأخذ 8 إلكترونات (2 إلكترون في s و 6 ألكترونات في pفي)، والغلاف n=3 له تحت غلاف s وp وd ويمكن أن يأخذ 18 إلكترون. وهكذا. ويلاحظ أن السعة النهائية لأى تحت-غلاف هي 2(2l+1) ولغلاف {\displaystyle 2n^{2}}.

## مثال تطبيقي
التوزيع الإلكتروني للغلاف الخامس :
| الغلاف | تحت-غلاف | المدار                               |                         | الإلكترونات                 |
| n = 5  | l = 0    | m = 0                                | → 1 أوربيتال من النوع s | → max 2 electrons           |
|        | l = 1    | m = -1، 0, +1                        | → 3 أوربيتال من النوع p | → max 6 electrons           |
|        | l = 2    | m = -2, -1, 0, +1, +2                | → 5 أوربيتال من النوع d | → max 10 electrons          |
|        | l = 3    | m = -3, -2, -1, 0, +1, +2, +3        | → 7 أوربيتال من النوع f | → max 14 electrons          |
|        | l = 4    | m = -4, -3 -2, -1, 0, +1, +2, +3, +4 | → 9 أوربيتال من النوع g | → max 18 electrons          |
|        |          |                                      |                         | المجموع 50 إلكترون كحد أقصي |

ويمكن كتابة هذه المعلومات كالتالي :{\displaystyle 5s^{2}{\mbox{ }}5p^{6}{\mbox{ }}5d^{10}{\mbox{ }}5f^{14}{\mbox{ }}5g^{18}} (راجع بالأسفل لمعرفة نظام الكتابة)
تحت الأغلفة s,p,d,f ناتجة من ترتيب خطوط الطيف كالتالي : «حاد sharp»، «أساسي principal»، «مشوش diffuse»، «أصلي fundamental»، بناء على تركيبهم الدقيق. فعندما تم وصف أول أربعة أنواع للمدارات، كانوا تابعين لأسماء الخطوط، ولم يكن لهم أسماء. أما g فتم تسميته طبقا للترتيب الأبجدي الإنجليزى. الأغلفة التي لها أكثر من 5 تحت-غلاف غير ممكنة نظريا، حيث أن 5 تحت-اغلفة تغطى كل العناصر المكتشفة.

### نظام الكتابة
يستخدم الكيميائيون نظام قياسي لكتابة التركيب الإلكتروني. وفي هذا النظام يتم كتابة مختصر لأسماء العناصر والمدارات التي يحتويها بترتيب زيادة الطاقة. وكل تحت-غلاف «مدار» يتم وصفه بعدد الإلكترونات التي يحتويها.
ولبرهه، فإن الحالة الأرضية للهيدروجين بها إلكترون وحيد في تحت-الغلاف s للغلاف الأول، وعلى هذا فإن تركيبه يكتب كالتالي : {\displaystyle 1s^{1}}. الليثيوم يوجد به 2 إلكترون في تحت الغلاف 1s وإلكترون واحد في 2s الأعلى طاقة وبذلك تكون تركيب حالته الأرضية يكون {\displaystyle 1s^{2}2s^{1}}. الفسفور (الرقم الذري 15) يكون كالتالي : {\displaystyle 1s^{2}2s^{2}2p^{6}3s^{2}3p^{3}}.
وللذرات التي بها إلكترونات عديدة، فإن هذا النظام لكتابة تركيبها الإلكتروني يكون أطول. ويتم اختصارها غالبا طبقا لأقرب غاز نبيل مماثل للمدارات الأولى الموجودة بالعنصر. فمثلا : يختلف الفوسفور عن النيون ({\displaystyle 1s^{2}2s^{2}2p^{6}}) بوجود المدار n=3، وعلى هذا فإنه يتم تجاهل التوزيع الإلكتروني للنيون ويكتب التوزيع الإلكتروني للفسفور كالتالي : [Ne]{\displaystyle 3s^{2}3p^{3}}.
كما أن هناك نظام أكثر سهولة لكتابة التوزيع الإلكتروني بكتابة عدد الإلكترونات لكل غلاف كالتالي (الفسفور) : 2-8-5.

### قاعدة أوف باو
في الحالة الأرضية للذرة (الحالة التي توجد عليها بطبيعتها) يتبع التوزيع الإلكتروني قاعدة أوف باو. وطبقا لهذه القاعدة تدخل الإلكترونات في مستويات الطاقة الفرعية ذات الطاقة المخفضة أولا ثم تملأ الأعلى منها بعد ذلك، والترتيب الذي يتم ملئ المستويات الفرعية به كالتالي :
|   | {\displaystyle s} | {\displaystyle p} | {\displaystyle d} | {\displaystyle f} | {\displaystyle g} |
| - | ----------------- | ----------------- | ----------------- | ----------------- | ----------------- |
| 1 | 1                 |                   |                   |                   |                   |
| 2 | 2                 | 3                 |                   |                   |                   |
| 3 | 4                 | 5                 | 7                 |                   |                   |
| 4 | 6                 | 8                 | 10                | 13                |                   |
| 5 | 9                 | 11                | 14                | 17                | 21                |
| 6 | 12                | 15                | 18                | 22                |                   |
| 7 | 16                | 19                | 23                |                   |                   |
| 8 | 20                | 24                |                   |                   |                   |

زوج الإلكترونات الذي له نفس الدوران يكون له طاقة أقل من زوج الإلكترونات الذي له دوران متعاكس. وحيث أن زوج الإلكترونات في نفس المدار يجب أن يكون لهما دوران متعاكس، فإن هذا يجعل الإلكترونات تفضل ملئ مدارات مختلفة فرادى على أن تتواجد كزوج في نفس المدار. وهذه الأفضلية توضح نفسها لو أن هناك مستوى فرعي له l>0 (مستوى فرعي به أكثر من مدار) أقل من الممتلئ، فمثلا، لو أن المستوى الفرعي p به 4 إلكترونات، فإن 2 إلكترون سيجبروا أن يشغلوا مدار واحد، و 2 إلكترون سيشغلوا 2 مدار، وسيكون دورانهم متساوي. أي أنه لا يتم ملئ مدارات أي مستوى فرعي بأزواج الإلكترونات إلا بعد ملئ مدارته المستقلة فرادى أولا، ويطلق على هذه الظاهرة قاعدة هوند.كن تطبيق قاعدة اوف باو، في الشكل المعدل، للبروتون والنيترون في نواة الذرة. (شاهد نموذج الغلاف للفيزياء النووية).

### استثناءات قاعدة أوف باو
المستوى الفرعي d النصف ممتليء أو الممتليء (أي به 5 أو 10 إلكترونات) يكون أكثر ثباتا من المستوى الفرعي s التالي له. فمثلا النحاس (عدد ذري 29) له التوزيع [Ar]{\displaystyle 4s^{1}{\mbox{ }}3d^{10}}، وليس [Ar]{\displaystyle 4s^{2}{\mbox{ }}3d^{9}}، كما قد يتوقع طبقا لقاعدة أوف باو. وبالمثل الكروم (عدد ذري 24) له التوزيع [Ar]{\displaystyle 4s^{1}{\mbox{ }}3d^{5}}, وليس [Ar]{\displaystyle 4s^{2}{\mbox{ }}3d^{4}}.
| العنصر    | Z  | التوزيع الإلكتروني |
| Tin       | 22 | {\displaystyle 1s^{2}{\mbox{ }}2s^{2}{\mbox{ }}2p^{6}{\mbox{ }}3s^{2}{\mbox{ }}3p^{6}{\mbox{ }}4s^{2}{\mbox{ }}3d^{2}}                  |
| Vanadium  | 23 | {\displaystyle 1s^{2}{\mbox{ }}2s^{2}{\mbox{ }}2p^{6}{\mbox{ }}3s^{2}{\mbox{ }}3p^{6}{\mbox{ }}4s^{2}{\mbox{ }}3d^{3}}                  |
| Chromium  | 24 | {\displaystyle 1s^{2}{\mbox{ }}2s^{2}{\mbox{ }}2p^{6}{\mbox{ }}3s^{2}{\mbox{ }}3p^{6}} {\displaystyle 4s^{1}{\mbox{ }}3d^{5}}           |
| Manganese | 25 | {\displaystyle 1s^{2}{\mbox{ }}2s^{2}{\mbox{ }}2p^{6}{\mbox{ }}3s^{2}{\mbox{ }}3p^{6}{\mbox{ }}4s^{2}{\mbox{ }}3d^{5}}                  |
| Iron      | 26 | {\displaystyle 1s^{2}{\mbox{ }}2s^{2}{\mbox{ }}2p^{6}{\mbox{ }}3s^{2}{\mbox{ }}3p^{6}{\mbox{ }}4s^{2}{\mbox{ }}3d^{6}}                  |
| Cobalt    | 27 | {\displaystyle 1s^{2}{\mbox{ }}2s^{2}{\mbox{ }}2p^{6}{\mbox{ }}3s^{2}{\mbox{ }}3p^{6}{\mbox{ }}4s^{2}{\mbox{ }}3d^{7}}                  |
| Nickel    | 28 | {\displaystyle 1s^{2}{\mbox{ }}2s^{2}{\mbox{ }}2p^{6}{\mbox{ }}3s^{2}{\mbox{ }}3p^{6}{\mbox{ }}3d^{1}0}                                 |
| Copper    | 29 | {\displaystyle 1s^{2}{\mbox{ }}2s^{2}{\mbox{ }}2p^{6}{\mbox{ }}3s^{2}{\mbox{ }}3p^{6}} {\displaystyle 4s^{1}{\mbox{ }}3d^{10}}          |
| Zinc      | 30 | {\displaystyle 1s^{2}{\mbox{ }}2s^{2}{\mbox{ }}2p^{6}{\mbox{ }}3s^{2}{\mbox{ }}3p^{6}{\mbox{ }}4s^{2}{\mbox{ }}3d^{10}}                 |
| Gallium   | 31 | {\displaystyle 1s^{2}{\mbox{ }}2s^{2}{\mbox{ }}2p^{6}{\mbox{ }}3s^{2}{\mbox{ }}3p^{6}{\mbox{ }}4s^{2}{\mbox{ }}3d^{10}{\mbox{ }}4p^{1}} |

حيث Z = العدد الذري.

### العلاقة بين التوزيع الإلكتروني وتكوين الجدول الدوري
المقالة الرئيسية
التوزيع الإلكتروني متناسب مع تركيب الجدول الدوري. الخواص الكيميائية للذرات تعتمد بشدة على ترتيب الإلكترونات في غلافها الخارجي (بالرغم من وجود عوامل أخرى مثل نصف القطر الذري، الكتلة الذرية، ومدى سهولة الوصول للحالات الإلكترونية يساهم أيضا في كيمياء العناصر بزيادة الحجم الذري)
في العناصر الممثلة وهي التي تبدأ من المجموعات (1) و(2) و (12 إلى 18) تتوزع الكترونات المجال الخارجي بشكل مرتبط مع رقم المجموعة فمثلا في المجموعة 1 تحتوي جميع العناصر في مجالها الخارجي على الكترون واحد وجميع عناصر المجموعة 17 تحتوي في مجالها الخارجي على 7 الكترونات ماعدا عنصر الهيليوم في المجموعة 18 فانه لا يحتوي على 8 الكترونات في المجال الخارجي بل الكترونان راجع الجدول الدوري الحديث للعناصر..

## التوزيع الإلكتروني في الجزيئات
في الجزيئات، يصبح الموقف أكثر تعقيدا، نظرا لأن كل جزيء له تركيب مداري مختلف. شاهد مدار جزيئي والاندماج الخطي للمدارات الجزيئية كمقدمة، الكيمياء الحسابية لمزيد من التفاصيل.

## التوزيع الإلكتروني في المواد الصلبة
في المادة الصلبة، يكون التوزيع الإلكتروني متغير كثيرا. فلا يوجد في حالة منفصلة ولكن يختلط مع النطاقات المستمرة للحالات (نطاق إلكتروني). وتصور التوزيع الإلكتروني الثابت قد توقف، وتم استخدام ما يسمى بنظرية النطاق.